# Desa Gandul (administrativ by i Indonesien, Jawa Barat)
Desa Gandul är en administrativ by i Indonesien.   Den ligger i provinsen Jawa Barat, i den västra delen av landet, 15 km söder om huvudstaden Jakarta.